# Bruno Maderna
Bruno Maderna (1920-1973) foi um regente e compositor italiano.
Diplomou-se em composição e em musicologia pela Academia Santa Cecília em Roma, na década de 1940. Estudou composição com Malipiero em Veneza entre 1942-43. Em cursos com o regente alemão Hermann Scherchen, em Veneza em 1948, foi apresentado à técnica dodecafônica de composição e à música da segunda escola de Viena.
Em 1951 foi convidado como regente a participar do Festival de Darmstadt, onde tomou contato com a nova geração de vanguarda, entre eles Boulez e Stockhausen.
Tornou-se um dos mais destacados compositores de vanguarda da segunda metade do século XX, integrando o que se poderia chamar de uma escola italiana, ao lado de Nono, Berio e Dallapiccola.